# Iekaterina Makàrova
Iekaterina Valérievna Makàrova (rus: Екатерина Валерьевна Макарова; Moscou, Unió Soviètica, 7 de juny de 1988) és una extennista professional russa.
En el seu palmarès destaquen quatre títols de Grand Slam, tres de dobles femenins junt a Ielena Vesninà, i un en dobles mixts junt a Bruno Soares. Amb Vesninà van disputar la final dels quatre torneigs de Grand Slam però les va mancar un per completar el Grand Slam. Va aconseguir tres títols individuals i va arribar al vuitè lloc del rànquing individual (2015), en dobles va guanyar un total de quinze títols que li van permetre ocupar el capdamunt del rànquing de dobles durant cinc setmanes l'any 2018. Junt a Vesninà també van aconseguir la medalla d'or olímpica en dobles femenins als Jocs Olímpics de Rio de Janeiro de 2016.

## Biografia
Filla d'Olga i Valery Makarov a Moscou, en època de la Unió Soviètica. Té un germà anomenat Andrei. Va començar a jugar a tennis amb sis anys en el Complex Olímpic Lujniki de la seva ciutat natal.

## Torneigs de Grand Slam

### Dobles femenins: 7 (3−4)
| Resultat   | Núm. | Any  | Torneig          | Parella        | Oponents                            | Marcador         |
| ---------- | ---- | ---- | ---------------- | -------------- | ----------------------------------- | ---------------- |
| Guanyadora | 1.   | 2013 | Roland Garros    | Ielena Vesninà | Sara Errani Roberta Vinci           | 7−5, 6−2         |
| Finalista  | 1.   | 2014 | Open d'Austràlia | Ielena Vesninà | Sara Errani Roberta Vinci           | 4−6, 6−3, 5−7    |
| Guanyadora | 2.   | 2014 | US Open          | Ielena Vesninà | Martina Hingis Flavia Pennetta      | 2−6, 6−3, 6−2    |
| Finalista  | 2.   | 2015 | Wimbledon        | Ielena Vesninà | Martina Hingis Sania Mirza          | 7−5, 6−7(4), 5−7 |
| Finalista  | 3.   | 2016 | Roland Garros    | Ielena Vesninà | Caroline Garcia Kristina Mladenovic | 3−6, 6−2, 4−6    |
| Guanyadora | 3.   | 2017 | Wimbledon        | Ielena Vesninà | Monica Niculescu Chan Hao-ching     | 6−0, 6−0         |
| Finalista  | 4.   | 2018 | Open d'Austràlia | Ielena Vesninà | Tímea Babos Kristina Mladenovic     | 4−6, 3−6         |

### Dobles mixts: 2 (1−1)
| Resultat   | Núm. | Any  | Torneig          | Parella           | Oponents                       | Marcador             |
| ---------- | ---- | ---- | ---------------- | ----------------- | ------------------------------ | -------------------- |
| Finalista  | 1.   | 2010 | Open d'Austràlia | Jaroslav Levinský | Cara Black Leander Paes        | 5–7, 3–6             |
| Guanyadora | 1.   | 2012 | US Open          | Bruno Soares      | Květa Peschke Marcin Matkowski | 6−7(8), 6−1, [12−10] |

## Jocs Olímpics

### Dobles femenins
| Any  | Campionat                             | Parella        | Oponents                        | Resultat |
| ---- | ------------------------------------- | -------------- | ------------------------------- | -------- |
| 2016 | Jocs Olímpics, Rio de Janeiro, Brasil | Ielena Vesninà | Timea Bacsinszky Martina Hingis | 6−4, 6−4 |

## Palmarès

### Individual: 5 (3−2)
| Llegenda                                  |
| ----------------------------------------- |
| Grand Slam (0−0)                          |
| WTA Tour Championships / WTA Finals (0−0) |
| Premier Mandatory (0−0)                   |
| Premier 5 (0−0)                           |
| Premier (1−0)                             |
| International (2−2)                       |

| Títols per superfície |
| --------------------- |
| Dura (2−0)            |
| Gespa (1−0)           |
| Terra batuda (0−2)    |

| Resultat   | Núm. | Data                | Torneig                     | Superfície   | Oponent             | Marcador         |
| ---------- | ---- | ------------------- | --------------------------- | ------------ | ------------------- | ---------------- |
| Finalista  | 1.   | 2 de maig de 2009   | Fes, Marroc                 | Terra batuda | A. Medina Garrigues | 0−6, 1−6         |
| Finalista  | 2.   | 10 de maig de 2009  | Estoril, Portugal           | Terra batuda | Yanina Wickmayer    | 5−7, 2−6         |
| Guanyadora | 1.   | 19 de maig de 2010  | Eastbourne, Regne Unit      | Gespa        | Viktória Azàrenka   | 7−6(5), 6−4      |
| Guanyadora | 2.   | 2 de febrer de 2014 | Pattaya, Tailàndia          | Dura         | Karolína Plísková   | 6−3, 7−6(7)      |
| Guanyadora | 3.   | 6 d'agost de 2017   | Washington DC, Estats Units | Dura         | Julia Görges        | 3−6, 7−6(2), 6−0 |

### Dobles femenins: 36 (15−21)
| Abans de 2009                | Després de 2009         |
| ---------------------------- | ----------------------- |
| Grand Slam (3−4)             |                         |
| Jocs Olímpics Or (1)         |                         |
| WTA Tour Championships (1−1) |                         |
| Tier I (0−0)                 | Premier Mandatory (3−6) |
| Tier II (0−0)                | Premier 5 (4−5)         |
| Tier III (0−0)               | Premier (2−2)           |
| Tier IV i V (0−2)            | International (1−1)     |

| Títols per superfície |
| --------------------- |
| Dura (11−14)          |
| Gespa (1−1)           |
| Terra batuda (3−6)    |

| Resultat   | Núm. | Data                  | Torneig                                   | Superfície   | Parella             | Oponents                                   | Marcador            |
| ---------- | ---- | --------------------- | ----------------------------------------- | ------------ | ------------------- | ------------------------------------------ | ------------------- |
| Finalista  | 1.   | 4 de maig de 2008     | Fes, Marroc                               | Terra batuda | Alissa Kleibànova   | Sorana Cîrstea Maria Kirilenko             | 2−6, 2−6            |
| Finalista  | 2.   | 27 de juliol de 2008  | Portorož, Eslovènia                       | Dura         | Vera Dushevina      | A. Medina Garrigues Virginia Ruano Pascual | 4−6, 1−6            |
| Guanyadora | 1.   | 2 de maig de 2009     | Fes                                       | Terra batuda | Alissa Kleibànova   | Sorana Cîrstea A. Pavliutxénkova           | 6−3, 2−6, [10−8]    |
| Finalista  | 3.   | 11 d'octubre de 2009  | Pequín, Xina                              | Dura         | Alla Kudryavtseva   | Hsieh Su-wei Peng Shuai                    | 3−6, 1−6            |
| Finalista  | 4.   | 13 de febrer de 2011  | París, França                             | Dura (i)     | Vera Dushevina      | Bethanie Mattek-Sands Meghann Shaughnessy  | 4−6, 2−6            |
| Finalista  | 5.   | 23 d'octubre de 2011  | Luxemburg, Luxemburg                      | Dura (i)     | Lucie Hradecká      | Iveta Benešová B. Záhlavová-Strýcová       | 5−7, 3−6            |
| Finalista  | 6.   | 13 de maig de 2012    | Madrid, Espanya                           | Terra batuda | Ielena Vesninà      | Sara Errani Roberta Vinci                  | 1−6, 6−3, [4−10]    |
| Finalista  | 7.   | 21 de maig de 2012    | Roma, Itàlia                              | Terra batuda | Ielena Vesninà      | Sara Errani Roberta Vinci                  | 2−6, 5−7            |
| Guanyadora | 2.   | 7 d'octubre de 2012   | Pequín                                    | Dura         | Ielena Vesninà      | Núria Llagostera Vives Sania Mirza         | 7−5, 7−5            |
| Guanyadora | 3.   | 21 d'octubre de 2012  | Moscou, Rússia                            | Dura (i)     | Ielena Vesninà      | Maria Kirilenko Nàdia Petrova              | 6−3, 1−6, [10−8]    |
| Guanyadora | 4.   | 31 de març de 2013    | Indian Wells, Estats Units                | Dura         | Ielena Vesninà      | Nàdia Petrova Katarina Srebotnik           | 6−0, 5−7, [10−6]    |
| Guanyadora | 5.   | 9 de juny de 2013     | Roland Garros, França                     | Terra batuda | Ielena Vesninà      | Sara Errani Roberta Vinci                  | 7−5, 6−2            |
| Finalista  | 8.   | 27 d'octubre de 2013  | WTA Tour Championships, Istanbul, Turquia | Dura (i)     | Ielena Vesninà      | Hsieh Su-wei Peng Shuai                    | 4−6, 5−7            |
| Finalista  | 9.   | 26 de gener de 2014   | Open d'Austràlia, Austràlia               | Dura         | Ielena Vesninà      | Sara Errani Roberta Vinci                  | 4−6, 6−3, 5−7       |
| Finalista  | 10.  | 30 de març de 2014    | Miami, Estats Units                       | Dura         | Ielena Vesninà      | Martina Hingis Sabine Lisicki              | 6−4, 4−6, [5−10]    |
| Guanyadora | 6.   | 8 de setembre de 2014 | US Open, Estats Units                     | Dura         | Ielena Vesninà      | Martina Hingis Flavia Pennetta             | 2−6, 6−3, 6−2       |
| Finalista  | 11.  | 22 de març de 2015    | Indian Wells                              | Dura         | Ielena Vesninà      | Martina Hingis Sania Mirza                 | 3−6, 4−6            |
| Finalista  | 12.  | 5 d'abril de 2015     | Miami (2)                                 | Dura         | Ielena Vesninà      | Martina Hingis Sania Mirza                 | 5−6, 1−6            |
| Finalista  | 13.  | 12 de juliol de 2015  | Wimbledon, Regne Unit                     | Gespa        | Ielena Vesninà      | Martina Hingis Sania Mirza                 | 7−5, 6−7(4), 5−7    |
| Finalista  | 14.  | 15 de maig de 2016    | Roma (2)                                  | Terra batuda | Ielena Vesninà      | Martina Hingis Sania Mirza                 | 1−6, 7−6(5), [3−10] |
| Finalista  | 15.  | 5 de juny de 2016     | Roland Garros                             | Terra batuda | Ielena Vesninà      | Caroline Garcia Kristina Mladenovic        | 3−6, 6−2, 4−6       |
| Guanyadora | 7.   | 31 de juliol de 2016  | Mont-real, Canadà                         | Dura         | Ielena Vesninà      | Simona Halep Monica Niculescu              | 6−3, 7−6(5)         |
| Guanyadora | 8.   | 14 d'agost de 2016    | Jocs Olímpics, Rio de Janeiro, Brasil     | Dura         | Ielena Vesninà      | Timea Bacsinszky Martina Hingis            | 6−4, 6−4            |
| Guanyadora | 9.   | 30 d'octubre de 2016  | WTA Finals, Singapur                      | Dura (i)     | Ielena Vesninà      | Bethanie Mattek-Sands Lucie Šafářová       | 7−6(5), 6−3         |
| Finalista  | 16.  | 8 de gener de 2017    | Brisbane, Austràlia                       | Dura         | Ielena Vesninà      | Bethanie Mattek-Sands Sania Mirza          | 2−6, 3−6            |
| Guanyadora | 10.  | 26 de febrer de 2017  | Dubai, Emirats Àrabs Units                | Dura         | Ielena Vesninà      | Andrea Hlaváčková Peng Shuai               | 6−2, 4−6, [10−7]    |
| Finalista  | 17.  | 21 de maig de 2017    | Roma (3)                                  | Terra batuda | Ielena Vesninà      | Chan Yung-jan Martina Hingis               | 5−7, 6−7(4)         |
| Guanyadora | 11.  | 16 de juliol de 2017  | Wimbledon                                 | Gespa        | Ielena Vesninà      | Chan Hao-ching Monica Niculescu            | 6−0, 6−0            |
| Guanyadora | 12.  | 13 d'agost de 2017    | Toronto (2)                               | Dura         | Ielena Vesninà      | Anna-Lena Grönefeld Květa Peschke          | 6−0, 6−4            |
| Finalista  | 18.  | 28 de gener de 2018   | Open d'Austràlia                          | Dura         | Ielena Vesninà      | Tímea Babos Kristina Mladenovic            | 4−6, 3−6            |
| Finalista  | 19.  | 18 de març de 2018    | Indian Wells (2)                          | Dura         | Ielena Vesninà      | Hsieh Su-wei Barbora Strýcová              | 4−6, 4−6            |
| Guanyadora | 13.  | 13 de maig de 2018    | Madrid                                    | Terra batuda | Ielena Vesninà      | Tímea Babos Kristina Mladenovic            | 2−6, 6−4, [10−8]    |
| Finalista  | 20.  | 12 d'agost de 2018    | Mont-real                                 | Dura         | Latisha Chan        | Ashleigh Barty Demi Schuurs                | 6−4, 3−6, [8−10]    |
| Guanyadora | 14.  | 19 d'agost de 2018    | Cincinnati, Estats Units                  | Dura         | Lucie Hradecká      | Elise Mertens Demi Schuurs                 | 6−2, 7−5            |
| Guanyadora | 15.  | 3 de febrer de 2019   | Sant Petersburg, Rússia                   | Dura (i)     | Margarita Gasparyan | Anna Kalinskaya Viktória Kužmová           | 7−5, 7−5            |
| Finalista  | 21.  | 23 de febrer de 2019  | Dubai                                     | Dura         | Lucie Hradecká      | Hsieh Su-wei Barbora Strýcová              | 4−6, 4−6            |

#### Períodes com a número 1
| Núm. | Precedida per | Dates                    | Succeïda per | Setmanes | Acumulat |
| ---- | ------------- | ------------------------ | ------------ | -------- | -------- |
| 1.   | Latisha Chan  | 11/06/2018 − 15/07/2018A | Tímea Babos  | 5        | 5        |

### Dobles mixts: 2 (1−1)
| Resultat   | Núm. | Data                   | Torneig                     | Superfície | Parella           | Oponents                       | Marcador             |
| ---------- | ---- | ---------------------- | --------------------------- | ---------- | ----------------- | ------------------------------ | -------------------- |
| Finalista  | 1.   | 31 de gener de 2010    | Open d'Austràlia, Austràlia | Dura       | Jaroslav Levinský | Cara Black Leander Paes        | 5–7, 3–6             |
| Guanyadora | 1.   | 10 de setembre de 2012 | US Open, Estats Units       | Dura       | Bruno Soares      | Květa Peschke Marcin Matkowski | 6−7(8), 6−1, [12−10] |

### Equips: 1 (1−0)
| Resultat   | Núm. | Data                      | Torneig                         | Superfície   | Equip                                              | Oponents                                                                               | Marcador |
| ---------- | ---- | ------------------------- | ------------------------------- | ------------ | -------------------------------------------------- | -------------------------------------------------------------------------------------- | -------- |
| Guanyadora | 1.   | 13−14 de setembre de 2008 | Copa Federació, Madrid, Espanya | Terra batuda | Svetlana Kuznetsova Ielena Vesninà Vera Zvonariova | Núria Llagostera Vives A. Medina Garrigues Virginia Ruano Pascual Carla Suárez Navarro | 4−0      |

## Trajectòria

### Individual
| Open d'Austràlia | A   | A   | 3R    | 2R          | 2R          | 4R          | QF    | QF          | 4R          | SF          | 4R    | 4R          | 1R          | 1R          | 0 / 12    | 29 – 12   |
| Roland Garros | A   | Q2  | 2R    | 1R          | 1R          | 4R          | 1R    | 1R          | 3R          | 4R          | 2R    | 2R          | 2R          | A           | 0 / 11    | 12 – 11   |
| Wimbledon | A   | Q3  | 1R    | 2R          | 2R          | 1R          | 2R    | 3R          | QF          | 2R          | 4R    | 2R          | 4R          | A           | 0 / 11    | 17 – 11   |
| US Open | A   | 3R  | 3R    | 1R          | 1R          | 1R          | 3R    | QF          | SF          | 4R          | 1R    | 3R          | 3R          | A           | 0 / 12    | 22 – 12   |
| Jocs Olímpics | NC  | NC  | A     | No celebrat | No celebrat | No celebrat | A     | No celebrat | No celebrat | No celebrat | 3R    | No celebrat | No celebrat | No celebrat | 0 / 1     | 2 – 1     |
| Tournament of Champions | A   | A   | A     | A           | A           | A           | A     | A           | RR          | A           | A     | A           | A           | A           | 0 / 1     | 0 – 2     |
| Total Victòries−Derrotes | 0−0 | 2−2 | 17−20 | 19−22       | 14−20       | 15−23       | 26−19 | 24−18       | 39−21       | 19−13       | 27−19 | 28−21       | 12−19       | 0−3         | 240 – 218 | 240 – 218 |
| Rànquing a final d'any | 264 | 108 | 48    | 60          | 50          | 52          | 20    | 24          | 12          | 23          | 30    | 33          | 59          | –           |           |           |
| Llegenda: G: Guanyadora; F: Finalista; SF: Semifinalista; QF: Quarts de final; Q: Qualificació; A: Absent; RR: Round Robin; |     |     |       |             |             |             |       |             |             |             |       |             |             |             |           |           |

### Dobles femenins
| Open d'Austràlia | A   | A     | 2R          | 2R          | 1R          | QF    | SF          | F           | QF          | A     | QF          | F           | 2R          | 0 / 10    | 26 – 10   |
| Roland Garros | A   | 2R    | 2R          | 2R          | 1R          | QF    | G           | 2R          | SF          | F     | QF          | 1R          | A           | 1 / 11    | 25 – 10   |
| Wimbledon | A   | QF    | QF          | 2R          | 3R          | QF    | 3R          | 3R          | F           | QF    | G           | 2R          | A           | 1 / 11    | 31 – 10   |
| US Open | A   | 2R    | SF          | 2R          | 3R          | 3R    | QF          | G           | A           | SF    | 3R          | QF          | A           | 1 / 10    | 28 – 9    |
| Jocs Olímpics | NC  | A     | No celebrat | No celebrat | No celebrat | QF    | No celebrat | No celebrat | No celebrat | G     | No celebrat | No celebrat | No celebrat | 1 / 2     | 7 – 1     |
| WTA Finals | A   | A     | A           | A           | A           | A     | F           | QF          | A           | G     | SF          | A           | A           | 1 / 4     | 5 – 3     |
| Total Victòries−Derrotes | 0−2 | 14−11 | 27−18       | 7−17        | 13−14       | 35−13 | 30−11       | 24−14       | 26−10       | 34−10 | 38−12       | 37−12       | 8−2         | 369 – 176 | 369 – 176 |
| Rànquing a final d'any | 151 | 62    | 20          | 72          | 57          | 11    | 7           | 7           | 10          | 8     | 3           | 6           | 76          |           |           |
| Llegenda: G: Guanyadora; F: Finalista; SF: Semifinalista; QF: Quarts de final; Q: Qualificació; A: Absent; RR: Round Robin; |     |       |             |             |             |       |             |             |             |       |             |             |             |           |           |

### Dobles mixts
| Open d'Austràlia | A  | F  | A  | A  | A | A | A | A | A  | SF | 1R | 0 / 3 | 9 – 3 |
| Roland Garros | A  | 1R | QF | A  | A | A | A | A | A  | A  | A  | 0 / 2 | 2 – 2 |
| Wimbledon | 1R | 2R | 1R | 2R | A | A | A | A | 3R | QF | A  | 0 / 6 | 7 – 6 |
| US Open | A  | A  | A  | G  | A | A | A | A | A  | A  | A  | 1 / 1 | 5 – 0 |
| Llegenda: G: Guanyadora; F: Finalista; SF: Semifinalista; QF: Quarts de final; Q: Qualificació; A: Absent; RR: Round Robin; |    |    |    |    |   |   |   |   |    |    |    |       |       |